# Euloxilobus
Euloxilobus is een geslacht van rechtvleugeligen uit de familie doornsprinkhanen (Tetrigidae). De wetenschappelijke naam van dit geslacht is voor het eerst geldig gepubliceerd in 1936 door Sjöstedt.

## Soorten
Het geslacht Euloxilobus  is monotypisch en omvat slechts de volgende soort:
- Euloxilobus hilli (Sjöstedt, 1936)